# Дорогуча (река)
Дорогуча — река в России, протекает по территории Воротынского района Нижегородской области и Юринского и Горномарийского районов республики Марий Эл, левый приток Волги. Образуется слиянием Верхней и Нижней Дорогучи возле посёлка Кузьмияр Воротынского района, устье — в 6 км юго-западнее деревни Починок Юринского района. Длина реки — 94 км, площадь водосборного бассейна — 670 км².

## Притоки (км от устья)
- 32 км: ручей Курман (лв)
- 45 км: река Чернушка (лв)
- 64 км: река Исток (лв)

## Данные водного реестра
По данным государственного водного реестра России относится к Верхневолжскому бассейновому округу, водохозяйственный участок реки — Волга от устья реки Ока до Чебоксарского гидроузла (Чебоксарское водохранилище), без рек Сура и Ветлуга, речной подбассейн реки — Волга от впадения Оки до Куйбышевского водохранилища (без бассейна Суры). Речной бассейн реки — (Верхняя) Волга до Куйбышевского водохранилища (без бассейна Оки).
Код объекта в государственном водном реестре — 08010400312110000040500.